# Jelena Arżakowa
Jelena Władimirowna Arżakowa (ros. Елена Владимировна Аржакова; ur. 8 września 1989) – rosyjska lekkoatletka specjalizująca się w biegach średnich.
W 2006 odpadła w eliminacjach mistrzostwach świata juniorów startując w biegu na 3000 metrów z przeszkodami. Największy sukces w karierze odniosła w 2011 kiedy została halową mistrzynią Europy w biegu na 1500 metrów. Młodzieżowa mistrzyni Europy z 2011 w biegach na 800 i 1500 metrów. Złota medalistka mistrzostw Europy (2012).
W 2013 wykryto w jej paszporcie biologicznym anomalny poziom hemoglobiny. Arżakowa została zdyskwalifikowana na dwa lata (do 28 stycznia 2015), a wszystkie jej rezultaty osiągnięte od dnia 12 lipca 2011 mają być anulowane.
Stawała na podium mistrzostw Rosji.

## Osiągnięcia
| Rok  | Impreza                        | Miejsce  | Konkurencja                   | Pozycja    | Wynik    |
| ---- | ------------------------------ | -------- | ----------------------------- | ---------- | -------- |
| 2006 | Mistrzostwa świata juniorów    | Pekin    | bieg na 3000 m z przeszkodami | eliminacje | 10:35,06 |
| 2011 | Halowe mistrzostwa Europy      | Paryż    | bieg na 1500 m                | 1. miejsce | 4:13,78  |
| 2011 | Młodzieżowe mistrzostwa Europy | Ostrawa  | bieg na 800 m                 | 1. miejsce | DSQ      |
| 2011 | Młodzieżowe mistrzostwa Europy | Ostrawa  | bieg na 1500 m                | 1. miejsce | DSQ      |
| 2011 | Uniwersjada                    | Shenzhen | bieg na 1500 m                | 4. miejsce | DSQ      |
| 2012 | Halowe mistrzostwa świata      | Stambuł  | bieg na 1500 m                | 7. miejsce | DSQ      |
| 2012 | Mistrzostwa Europy             | Helsinki | bieg na 800 m                 | 1. miejsce | DSQ      |
| 2012 | Igrzyska olimpijskie           | Londyn   | bieg na 800 m                 | 6. miejsce | DSQ      |

## Rekordy życiowe
- bieg na 1500 metrów – 4:00,82 (13 czerwca 2012, Moskwa)
- bieg na 1500 metrów (hala) – 4:08,81 (18 lutego 2011, Moskwa)
- bieg na 800 metrów – 1:57,67 (3 lipca 2012, Czeboksary)
- bieg na 800 metrów (hala) – 1:59,35 (17 lutego 2011, Moskwa)